# آبان ۱۳۹۰
آبان ۱۳۹۰، هشتمین ماه سال ۱۳۹۰ خورشیدی است.
آغاز آن یکشنبه: ‎۱ آبان ۱۳۹۰ (۲۳ اکتبر ۲۰۱۱) میلادی

مطابق با ۲۵ ذیقعده ۱۴۳۲ قمری می‌باشد.